# Myrsine chathamica
Myrsine chathamica är en viveväxtart som beskrevs av Ferdinand von Mueller. Myrsine chathamica ingår i släktet Myrsine och familjen viveväxter. Inga underarter finns listade i Catalogue of Life.